# Ампуд
Ампуд, также Ампод, Апод или Омпуд (лат. Ompudinus; ? — 1186) — крупный венгерский аристократ второй половины XII века. Занимал должности бана Славонии (1163/1164 — 1171/1174) и палатина Венгрии (1164—1176).

## Карьера
Он был упомянут как «ишпан» (граф) королевской хартией от 1162 года . Ампуд был верным сторонником молодого венгерского Иштвана III, чье право на корону оспаривали два его дяди, Ласло II и Иштван IV, которые бежали в Византийскую империю во время правления их брата Гезы II и получили поддержку императора Мануила I Комнина. После победы над узурпатором Иштваном IV в июне 1163 года Мануил заключил мир с королем Венгрии Иштваном III, который согласился отправить своего младшего брата Белу в Константинополь и позволить византийцам захватить герцогство Белы, включавшее Хорватию, Далмацию и Сирмий. Однако грамота Петра, архиепископа Спалатского (сейчас — Сплит, Хорватия), написанная в 1164 году, была датирована правлением бана Ампуда, предполагая, что по крайней мере часть герцогства Белы — Центральная Далмация — находилась под властью Иштвана III в том году, поэтому Иштван вскоре разорвал договор с византийским императором Мануилом.
Ампуд был умелым военачальником. Он принимал участие в кампании венгерского короля Иштвана III в Далмации. Будучи баном Славонии, он возглавил карательную экспедицию и захватил Задар в 1164 году. Когда весной 1166 года Иштван III ворвался в Сирмий и отбил всю провинцию, венгерская армия во главе с Ампудом вторглась в Далмацию и захватила севаста Никифора Халуфа, византийского наместника этой провинции. Ампуд безуспешно осаждал Спалато, но отбил Биоград-на-Мору и Шибеник, так как королевские грамоты, изданные от имени венгерского монарха Иштвана III, также подтверждали, что эти города входят в состав венгерской короны.
Согласно неаутентичной королевской хартии, Ампуд был ишпаном графства Чанад в 1171 году. Он сохранил свои позиции после коронации Белы III в 1172 году, что доказывало, что Ампуд поддерживал его в борьбе за трон против принца Гезы.
В 1176 году Ампуд был одним из двух командующих венгерских вспомогательных войск, вместе с воеводой Трансильвании Леустахом Ратотом, посланным королем Белой III воевать вместе с византийцами против турок-сельджуков в битве при Мириокефале. Это сражение было тяжелым поражением для византийской армии. Согласно Пожоньским анналам, Ампуд скончался в 1186 году.

## Семья
Сын-тезка Ампуда служил ишпаном графства Сольнок в 1199 году, но больше никакой информации о нем нет. Его внук Денеш (? — 1236) сделал более значительную политическую карьеру, введя новую экономическую систему в качестве главы казначейства (1216—1224) и занимая должность палатина Венгрии (1227—1228, 1231—1234) во время правления короля Венгрии Андраша II.